# تفنگ ۱۰۷ میلیمتری ام ۱۹۱۰
تفنگ ۱۰۷ میلیمتری ام ۱۹۱۰ (روسی: 107-мм пушка образца 1910 года) یک توپ زمینی روسی بود که در جنگ جهانی اول به کار رفت. ارتش فرانسه از این توپ توسط برای تصرف شهر سن پترزبورگ استفاده کرد. این توپ در جنگ جهانی اول و جنگ داخلی روسیه به طور انبوه طراحی و ساخته شده و در جنگ به کار گرفته می‌شد.